# Dakota (Minnesota)
Dakota é uma cidade localizada no estado americano de Minnesota, no Condado de Winona.

## Demografia
Segundo o censo americano de 2000, a sua população era de 329 habitantes.
Em 2006, foi estimada uma população de 319, um decréscimo de 10 (-3.0%).

## Geografia
De acordo com o United States Census Bureau tem uma área de
2,5 km², dos quais 1,7 km² cobertos por terra e 0,8 km² cobertos por água.

## Localidades na vizinhança
O diagrama seguinte representa as localidades num raio de 12 km ao redor de Dakota.